# Grande-Bretagne aux Jeux olympiques
Le Royaume-Uni participe aux Jeux olympiques sous le nom « Grande-Bretagne et Irlande du Nord » usuellement abrégé en « Grande-Bretagne » (code GBR). Le Royaume-Uni a été l'une des quatorze nations à participer aux premiers Jeux en 1896 et a depuis participé à toutes les éditions. Ses athlètes ont remporté 981 médailles aux Jeux d'été et 34 aux Jeux d'hiver.
La Grande-Bretagne inclut des athlètes d'Irlande du Nord, car celle-ci, bien que n'étant géographiquement pas en Grande-Bretagne, fait partie du Royaume-Uni, de même que les athlètes des territoires britanniques d'outre-mer sans comité olympique et ceux des dépendances de la Couronne.
Le nom Grande-Bretagne a été attribué par le Comité international olympique pour les Jeux olympiques intercalaires de 1906 à Athènes bien qu'à l'époque des athlètes d’Irlande fissent aussi partie de l'équipe. Une tentative a été faite afin d'avoir une équipe séparée pour les athlètes irlandais en 1906 mais fut stoppée par le prince Georges de Grèce. Craignant un boycottage irlandais, le nom de la délégation pour les Jeux de 1908 est changé en Grande-Bretagne et Irlande et dans deux sports, le hockey sur gazon et le polo, l’Irlande a ses propres équipes qui remportent l’argent dans les deux épreuves (mais ces deux médailles d’argent sont créditées au bénéfice de la Grande-Bretagne pour le Mouvement olympique).
Depuis les Jeux de 1924 qui ont suivi la sécession de la majeure partie de l'Irlande du Royaume-Uni, ce qui entraîna la partition de l'Irlande, les athlètes d'Irlande du Nord qui reste une partie du Royaume-Uni, peuvent choisir de représenter la Grande-Bretagne ou l'Irlande.
La Grande-Bretagne a été trois fois l'hôte des Jeux : en  1908, 1948 et 2012, à chaque fois dans la ville de Londres.

## Comité international olympique
Le Comité olympique britannique ou British Olympic Association (BOA) a été fondé et reconnu en 1905 par le CIO.

## Tableau des médailles

### Par année

Graphique montrant l'évolution du nombre de médailles olympiques de la Grande-Bretagne aux Jeux Olympiques d'été de 1896 à 2012.

Graphique montrant l'évolution du nombre de médailles olympiques de la Grande-Bretagne aux Jeux Olympiques d'hiver de 1924 à 2014.

| Année | Médaille d'or, Jeux olympiques | Médaille d'argent, Jeux olympiques | Médaille de bronze, Jeux olympiques | Total |
| 1896  | 2                              | 3                                  | 2                                   | 7     |
| 1900  | 15                             | 8                                  | 9                                   | 30    |
| 1904  | 1                              | 1                                  | 0                                   | 2     |
| 1908  | 56                             | 51                                 | 39                                  | 146   |
| 1912  | 10                             | 15                                 | 16                                  | 41    |
| 1920  | 14                             | 15                                 | 13                                  | 43    |
| 1924  | 9                              | 13                                 | 12                                  | 34    |
| 1928  | 3                              | 10                                 | 7                                   | 20    |
| 1932  | 4                              | 7                                  | 5                                   | 16    |
| 1936  | 4                              | 7                                  | 3                                   | 14    |
| 1948  | 3                              | 14                                 | 6                                   | 23    |
| 1952  | 1                              | 2                                  | 8                                   | 11    |
| 1956  | 6                              | 7                                  | 11                                  | 24    |
| 1960  | 2                              | 6                                  | 12                                  | 20    |
| 1964  | 4                              | 12                                 | 2                                   | 18    |
| 1968  | 5                              | 5                                  | 3                                   | 13    |
| 1972  | 4                              | 5                                  | 9                                   | 18    |
| 1976  | 3                              | 5                                  | 5                                   | 13    |
| 1980  | 5                              | 7                                  | 9                                   | 21    |
| 1984  | 5                              | 11                                 | 21                                  | 37    |
| 1988  | 5                              | 10                                 | 9                                   | 24    |
| 1992  | 5                              | 3                                  | 12                                  | 20    |
| 1996  | 1                              | 8                                  | 6                                   | 15    |
| 2000  | 11                             | 10                                 | 7                                   | 28    |
| 2004  | 9                              | 9                                  | 12                                  | 30    |
| 2008  | 19                             | 13                                 | 15                                  | 47    |
| 2012  | 29                             | 18                                 | 18                                  | 65    |
| 2016  | 27                             | 23                                 | 17                                  | 67    |
| 2021  | 22                             | 20                                 | 22                                  | 65    |
| 2024  | 14                             | 22                                 | 20                                  | 57    |
| Total | 298                            | 340                                | 343                                 | 981   |

| Année | Médaille d'or, Jeux olympiques | Médaille d'argent, Jeux olympiques | Médaille de bronze, Jeux olympiques | Total |
| 1924  | 1                              | 1                                  | 2                                   | 4     |
| 1928  | 0                              | 0                                  | 1                                   | 1     |
| 1932  | 0                              | 0                                  | 0                                   | 0     |
| 1936  | 1                              | 1                                  | 1                                   | 3     |
| 1948  | 0                              | 0                                  | 2                                   | 2     |
| 1952  | 1                              | 0                                  | 0                                   | 1     |
| 1956  | 0                              | 0                                  | 0                                   | 0     |
| 1960  | 0                              | 0                                  | 0                                   | 0     |
| 1964  | 1                              | 0                                  | 0                                   | 1     |
| 1968  | 0                              | 0                                  | 0                                   | 0     |
| 1972  | 0                              | 0                                  | 0                                   | 0     |
| 1976  | 1                              | 0                                  | 0                                   | 1     |
| 1980  | 1                              | 0                                  | 0                                   | 1     |
| 1984  | 1                              | 0                                  | 0                                   | 1     |
| 1988  | 0                              | 0                                  | 0                                   | 0     |
| 1992  | 0                              | 0                                  | 0                                   | 0     |
| 1994  | 0                              | 0                                  | 2                                   | 2     |
| 1998  | 0                              | 0                                  | 1                                   | 1     |
| 2002  | 1                              | 0                                  | 1                                   | 2     |
| 2006  | 0                              | 1                                  | 0                                   | 1     |
| 2010  | 1                              | 0                                  | 0                                   | 1     |
| 2014  | 1                              | 1                                  | 3                                   | 4     |
| 2018  | 1                              | 0                                  | 4                                   | 5     |
| 2022  | 1                              | 1                                  | 0                                   | 2     |
| Total | 12                             | 5                                  | 17                                  | 34    |

### Par sport
| Place | Sport                 | Médaille d'or, Jeux olympiques | Médaille d'argent, Jeux olympiques | Médaille de bronze, Jeux olympiques | Total | Rang |
| 1     | Athlétisme            | 56                             | 87                                 | 77                                  | 220   | 3e   |
| 2     | Cyclisme              | 40                             | 39                                 | 31                                  | 110   | 2e   |
| 3     | Aviron                | 34                             | 27                                 | 17                                  | 78    | 3e   |
| 4     | Voile                 | 32                             | 21                                 | 13                                  | 66    | 1er  |
| 5     | Natation              | 21                             | 31                                 | 30                                  | 82    | 7e   |
| 6     | Boxe                  | 20                             | 15                                 | 28                                  | 63    | 3e   |
| 7     | Tennis                | 17                             | 14                                 | 12                                  | 43    | 2e   |
| 8     | Équitation            | 15                             | 12                                 | 18                                  | 40    | 6e   |
| 9     | Tir                   | 14                             | 16                                 | 19                                  | 49    | 4e   |
| 10    | Canoë-Kayak           | 5                              | 10                                 | 8                                   | 23    | 16e  |
| 11    | Gymnastique           | 4                              | 4                                  | 13                                  | 21    | 21e  |
| 12    | Triathlon             | 4                              | 3                                  | 4                                   | 11    | 1er  |
| 13    | Hockey sur gazon      | 4                              | 2                                  | 7                                   | 13    | 4e   |
| 14    | Pentathlon moderne    | 4                              | 2                                  | 3                                   | 9     | 4e   |
| 15    | Lutte                 | 3                              | 4                                  | 10                                  | 17    | 28e  |
| 16    | Football              | 3                              | 0                                  | 0                                   | 3     | 3e   |
| 16    | Water-polo            | 3                              | 0                                  | 0                                   | 3     | 5e   |
| 18    | Plongeon              | 2                              | 4                                  | 12                                  | 18    | 10e  |
| 19    | Taekwondo             | 2                              | 4                                  | 4                                   | 10    | 4e   |
| 20    | Polo                  | 2                              | 3                                  | 1                                   | 6     | 1er  |
| 21    | Tir à l'arc           | 2                              | 2                                  | 5                                   | 9     | 6e   |
| 22    | Jeu de raquettes      | 2                              | 2                                  | 3                                   | 7     | 1er  |
| 23    | Tir à la corde        | 2                              | 2                                  | 1                                   | 5     | 1er  |
| 24    | Motonautisme          | 2                              | 0                                  | 0                                   | 2     | 1er  |
| 25    | Escrime               | 1                              | 8                                  | 0                                   | 9     | 19e  |
| 26    | Haltérophilie         | 1                              | 4                                  | 4                                   | 9     | 33e  |
| 27    | Golf                  | 1                              | 2                                  | 1                                   | 3     | 2e   |
| 28    | Cricket               | 1                              | 0                                  | 0                                   | 1     | 1er  |
| 29    | Judo                  | 0                              | 8                                  | 12                                  | 20    | 34e  |
| 30    | Rugby                 | 0                              | 3                                  | 0                                   | 3     | 7e   |
| 31    | Natation en eau libre | 0                              | 2                                  | 1                                   | 3     | 7e   |
| 32    | Badminton             | 0                              | 1                                  | 2                                   | 3     | 9e   |
| 33    | Jeu de paume          | 0                              | 1                                  | 1                                   | 2     | 2e   |
| 34    | Crosse                | 0                              | 1                                  | 0                                   | 1     | 2e   |
| 354   | Skateboard            | 0                              | 0                                  | 1                                   | 1     | 5e   |
| Total | Total                 | 284                            | 316                                | 310                                 | 910   | 3e   |

| Place | Sport               | Médaille d'or, Jeux olympiques | Médaille d'argent, Jeux olympiques | Médaille de bronze, Jeux olympiques | Total | Rang |
| 1     | Patinage artistique | 5                              | 3                                  | 7                                   | 15    | 6e   |
| 2     | Curling             | 3                              | 2                                  | 1                                   | 6     | 3e   |
| 3     | Skeleton            | 3                              | 1                                  | 5                                   | 9     | 2e   |
| 4     | Bobsleigh           | 1                              | 1                                  | 3                                   | 5     | 9e   |
| 5     | Hockey sur glace    | 1                              | 0                                  | 1                                   | 2     | 6e   |
| 6     | Snowboard           | 0                              | 0                                  | 2                                   | 2     | 22e  |
| 7     | Short-track         | 0                              | 0                                  | 1                                   | 1     | 13e  |
| 7     | Ski acrobatique     | 0                              | 0                                  | 1                                   | 1     | 22e  |
| Total | Total               | 13                             | 7                                  | 21                                  | 41    | 18e  |

## Athlètes britanniques

### Records

#### Sportifs les plus titrés
- 5 médailles d'or : 
  - Steve Redgrave (Aviron)

#### Sportifs les plus médaillés
Le record du nombre de médailles est détenu par le cycliste Bradley Wiggins qui a remporté sept médailles.
Avec cinq médailles, la joueuse de tennis Kitty McKane est la sportive britannique la plus médaillée aux Jeux olympiques.
| Nom                    | Sport              | Jeux                     | Médaille d'or, Jeux olympiques | Médaille d'argent, Jeux olympiques | Médaille de bronze, Jeux olympiques | Total |
| Bradley Wiggins        | Cyclisme sur piste | 2000-2004-2008-2012      | 4                              | 1                                  | 2                                   | 7     |
| Steve Redgrave         | Aviron             | 1984-1988-1992-1996-2000 | 5                              | 0                                  | 1                                   | 6     |
| Chris Hoy              | Cyclisme sur piste | 2000-2004-2008           | 4                              | 1                                  | 0                                   | 5     |
| Jack Beresford         | Aviron             | 1920-1924-1928-1932-1936 | 3                              | 2                                  | 0                                   | 5     |
| Kitty McKane           | Tennis             | 1920-1924                | 1                              | 2                                  | 2                                   | 5     |
| Matthew Pinsent        | Aviron             | 1992-1996-2000-2004      | 4                              | 0                                  | 0                                   | 4     |
| Paulo Radmilovic       | Water polo         | 1908-1912-1920           | 4                              | 0                                  | 0                                   | 4     |
| Paulo Radmilovic       | Natation           | 1908-1912-1920           | 4                              | 0                                  | 0                                   | 4     |
| Reginald Frank Doherty | Tennis             | 1900-1908                | 3                              | 0                                  | 1                                   | 4     |
| Sebastian Coe          | Athlétisme         | 1980-1984                | 2                              | 2                                  | 0                                   | 4     |
| Charles Dixon          | Tennis             | 1908-1912                | 1                              | 1                                  | 2                                   | 4     |
| Guy Butler             | Athlétisme         | 1920-1924                | 1                              | 1                                  | 2                                   | 4     |
| Ian Stark              | Équitation         | 1984-1988-1992-1996-2000 | 0                              | 4                                  | 0                                   | 4     |
| Virginia Leng          | Équitation         | 1984-1988                | 0                              | 2                                  | 2                                   | 4     |
| Margaret Cooper        | Natation           | 1928-1932                | 0                              | 1                                  | 3                                   | 4     |

## Sources
- (en) Cet article est partiellement ou en totalité issu de l’article de Wikipédia en anglais intitulé « Great Britain at the Olympics » (voir la liste des auteurs).